# Presley Pululu
Presley Pululu (* 25. Juli 2002) ist ein französischer Fußballspieler.

## Werdegang
Der Linksaußen Presley Pululu wurde in der Jugendabteilung des Schweizerischen Vereins FC Basel ausgebildet. In der Saison 2020/21 rückte Pululu in den Kader der U21 auf, die in der drittklassigen Promotion League spielte. In 15 Spielen gelangen ihm vier Tore, dennoch wurde sein Vertrag am Saisonende nicht verlängert. Nachdem Pululu ein halbes Jahr vereinslos war schloss er sich zur Rückrunde der Saison 2021/22 der zweiten Mannschaft des SC Paderborn 07 an und spielte in der fünftklassigen Oberliga Westfalen. Mit den Paderbornern wurde er Dritter und verpasste den Aufstieg in die Regionalliga West nur knapp. Durch seine fünf Tore in zwölf Spielen wurde der Drittligist SC Verl auf Presley Pululu aufmerksam und nahm ihn unter Vertrag. Am 7. August 2022 gab er sein Profidebüt im Spiel gegen den SV Waldhof Mannheim, als er für Cyrill Akono eingewechselt wurde. Anfang Januar 2023 wurde er für den Rest der Saison an den Regionalligisten KSV Hessen Kassel ausgeliehen.

## Familie
Presley Pululu ist der jüngere Bruder von Afimico Pululu, der als Profi für die SpVgg Greuther Fürth aktiv ist.